# Сальмбак
Сальмбак (фр. Salmbach) — коммуна на северо-востоке Франции в регионе Гранд-Эст (бывший Эльзас — Шампань — Арденны — Лотарингия), департамент Нижний Рейн, округ Агно-Висамбур, кантон Висамбур. До марта 2015 года коммуна административно входила в состав упразднённого кантона Лотербур (округ Висамбур).
Площадь коммуны — 8,91 км², население — 579 человек (2006) с тенденцией к стабилизации: 564 человека (2013), плотность населения — 63,3 чел/км².

## Население
Население коммуны в 2011 году составляло 567 человек, в 2012 году — 561 человек, а в 2013-м — 564 человека.
| 1962 | 1968 | 1975 | 1982 | 1990 | 1999 | 2006 | 2008 | 2011 | 2012 | 2013 |
| ---- | ---- | ---- | ---- | ---- | ---- | ---- | ---- | ---- | ---- | ---- |
| 501  | 510  | 509  | 486  | 509  | 517  | 579  | 598  | 567  | 561  | 564  |

Динамика населения:

## Экономика
В 2010 году из 384 человек трудоспособного возраста (от 15 до 64 лет) 304 были экономически активными, 80 — неактивными (показатель активности 79,2 %, в 1999 году — 71,2 %). Из 304 активных трудоспособных жителей работали 286 человек (164 мужчины и 122 женщины), 18 числились безработными (6 мужчин и 12 женщин). Среди 80 трудоспособных неактивных граждан 18 были учениками либо студентами, 32 — пенсионерами, а ещё 30 — были неактивны в силу других причин.

## Достопримечательности (фотогалерея)

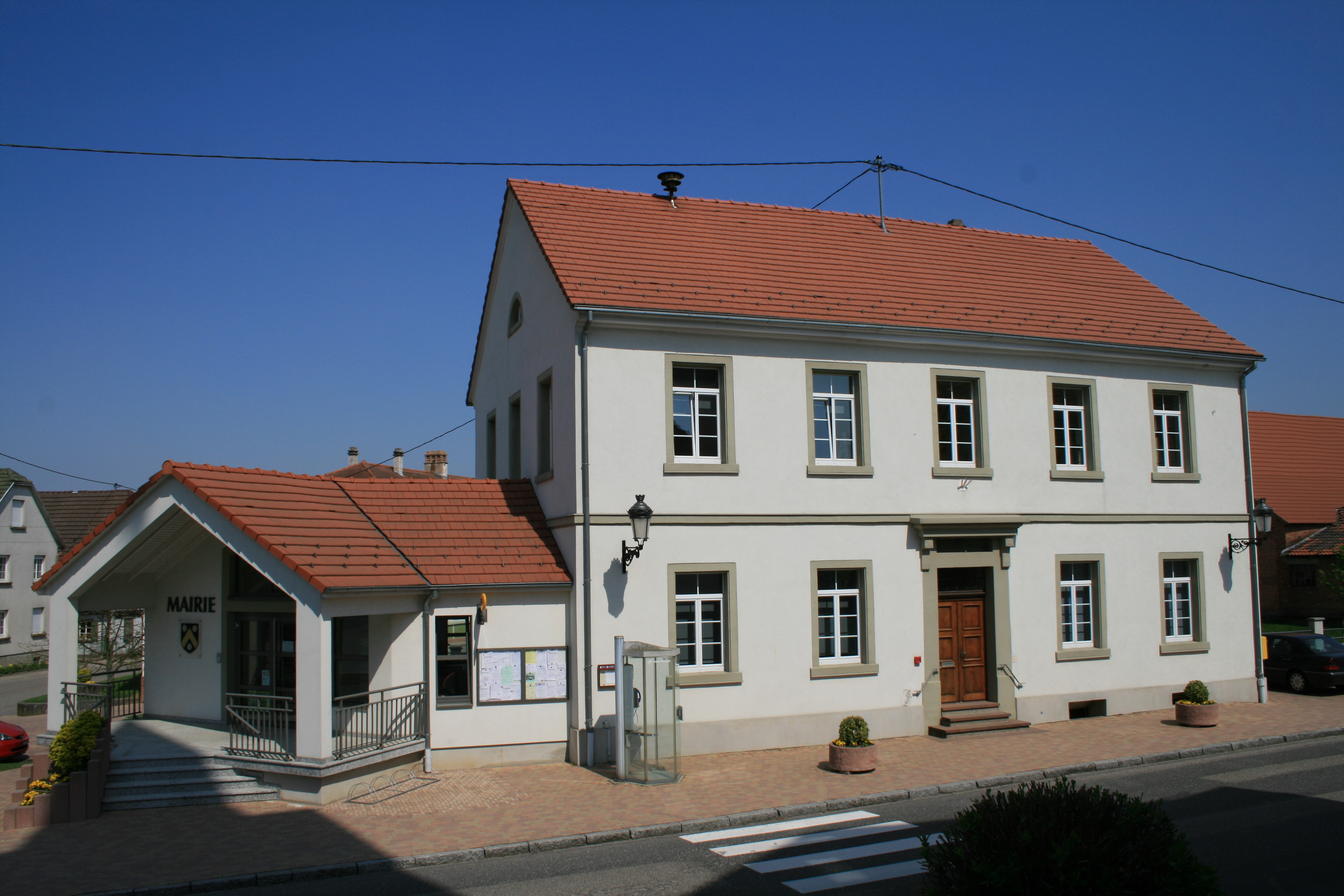
Здание мэрии
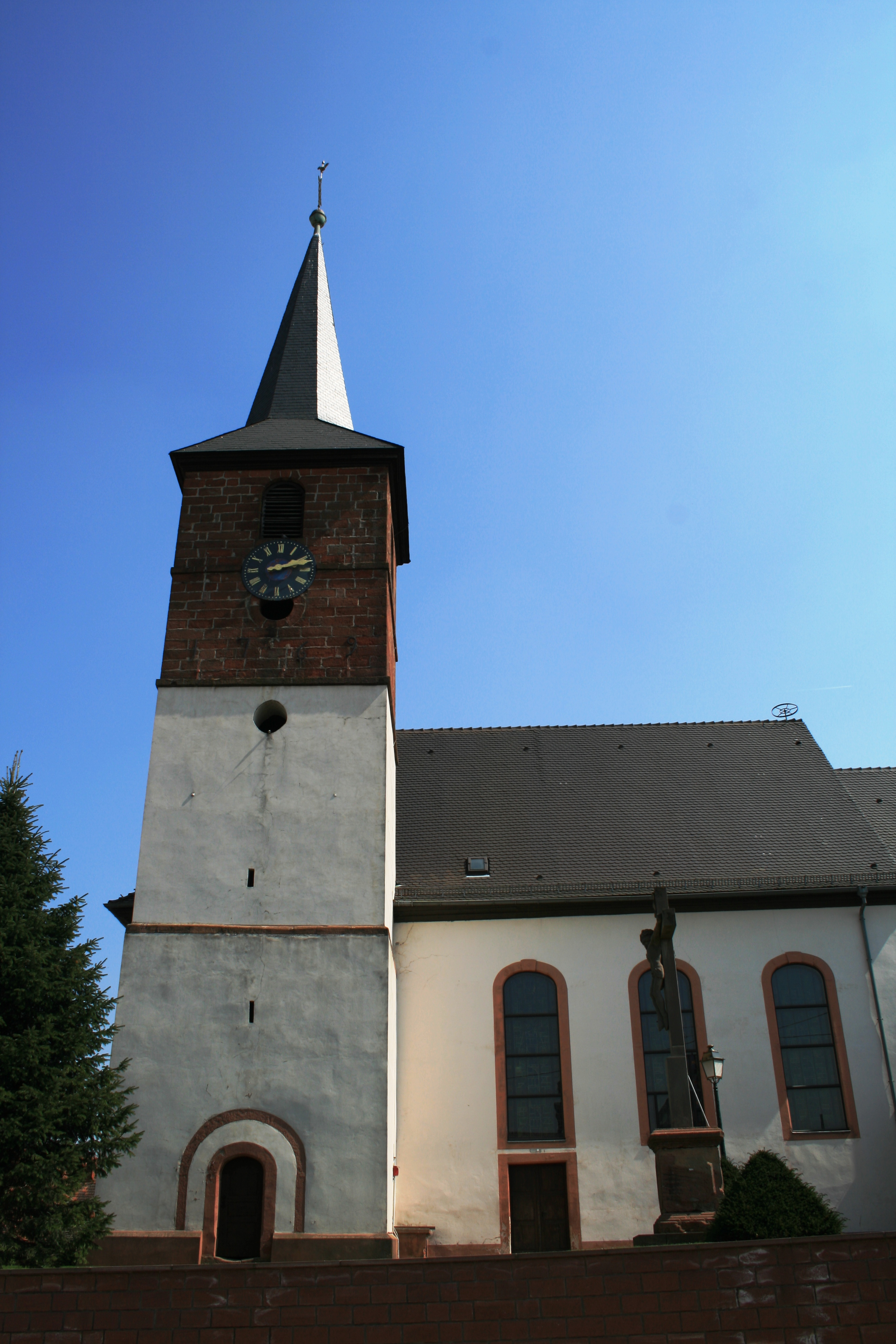
Церковь Сен-Этьен
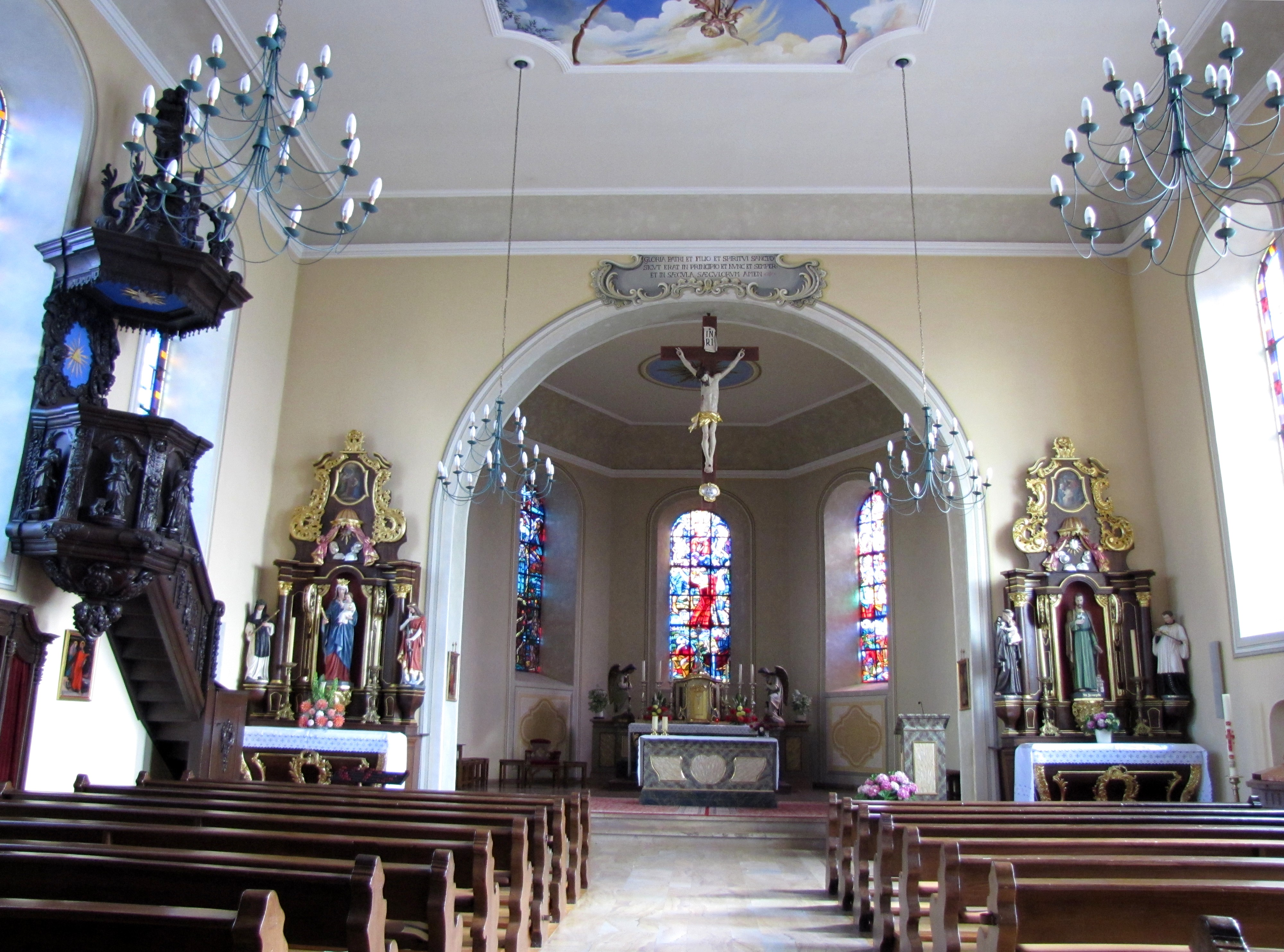
Интерьер, вид на алтарь
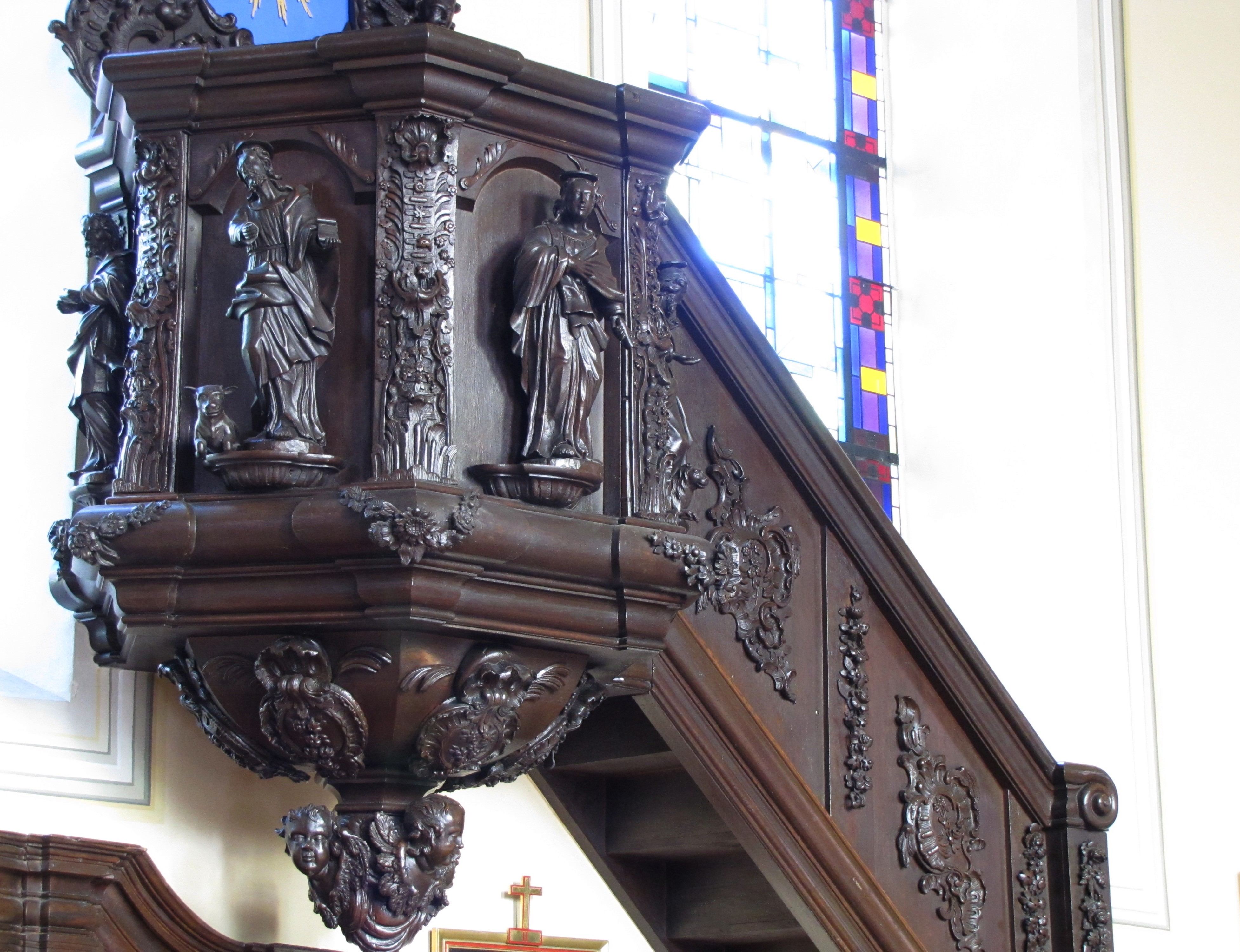
Кафедра проповедника
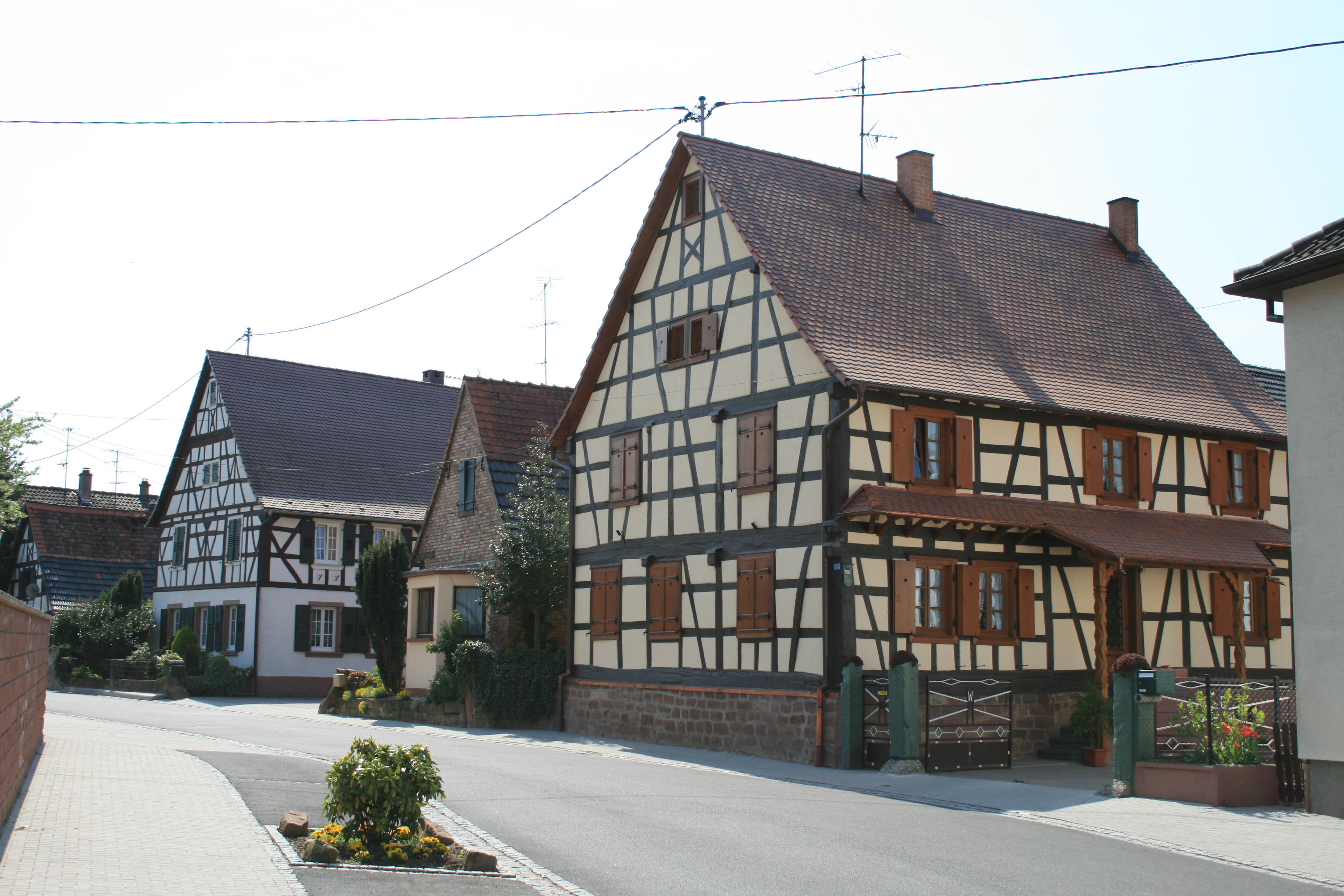
Фахверковый дом